# دا سيلفا (لاعب كرة قدم مواليد 1988)
دا سيلفا هو لاعب كرة قدم غيني بيساوي في مركز الدفاع، ولد في 2 مايو 1988 في بيساو في غينيا بيساو. شارك مع منتخب غينيا بيساو لكرة القدم. أما مع النوادي، فقد لعب مع أتليتيكو كلوب دي برتغال ونادي براغانزا ونادي فاتيما.

## وصلات خارجية
- دا سيلفا (لاعب كرة قدم مواليد 1988) على موقع قاعدة بيانات كرة القدم.إي يو (الإنجليزية)
- دا سيلفا (لاعب كرة قدم مواليد 1988) على موقع ناشيونال فوتبول تيمز (الإنجليزية)
- دا سيلفا (لاعب كرة قدم مواليد 1988) على موقع Soccerway.com (الإنجليزية)